# Postplatyptilia boletus
Postplatyptilia boletus là một loài bướm đêm thuộc họ Pterophoridae. Loài này có ở Peru.
Sải cánh dài khoảng 14 mm. Con trưởng thành bay vào tháng 10.

## Etymology
The name reflects the mushroom shaped antrum.